# Melicope reticulata
Melicope reticulata är en vinruteväxtart som beskrevs av Lauterbach. Melicope reticulata ingår i släktet Melicope och familjen vinruteväxter. Inga underarter finns listade i Catalogue of Life.